# Gonimbrasia rectilinea
Gonimbrasia rectilinea är en fjärilsart som beskrevs av Charles Oberthür 1910. Gonimbrasia rectilinea ingår i släktet Gonimbrasia och familjen påfågelsspinnare. Inga underarter finns listade i Catalogue of Life.